# Verdrag van Craiova

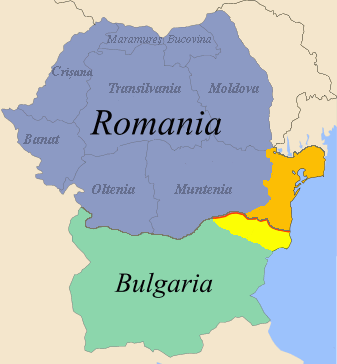
Kaart van het betroffen gebied

Het verdrag van Craiova werd op 7 september 1940 getekend tussen Roemenië en Bulgarije. Roemenië werd door nazi-Duitsland gedwongen het verdrag te tekenen. Door dit verdrag heeft Roemenië Zuidelijke Dobroedzja teruggegeven aan Bulgarije dat het dit gebied in 1913 had verworven. Dit verdrag bepaalde ook dat de Roemeense bevolking uit Zuid-Dobroedzja naar Roemenië en de Bulgaarse bevolking van Noord-Dobroedzja naar Bulgarije moest vertrekken.
De 80.000 Roemeense en Aroemeense kolonisten die in Zuid-Dobroedzja woonden werden gedwongen het gebied te verlaten. De Roemenen woonden daar sinds de Tweede Balkanoorlog in 1913, toen Roemenië Zuid-Dobroedzja verwief. Zij gingen naar het noordelijke gedeelte, terwijl 65.000 Bulgaren in het noorden moesten verhuizen naar Bulgarije.